# Mallota analis
Mallota analis är en tvåvingeart som först beskrevs av Macquart 1846.  Mallota analis ingår i släktet hålblomflugor, och familjen blomflugor. Inga underarter finns listade i Catalogue of Life.